# Cosmophasis viridifasciata
Cosmophasis viridifasciata är en spindelart som först beskrevs av Carl Ludwig Doleschall 1859.  Cosmophasis viridifasciata ingår i släktet Cosmophasis och familjen hoppspindlar. Inga underarter finns listade i Catalogue of Life.